# 大澤暉男
大澤 暉男（おおさわ てるお、1938年 - ）は日本映画の照明技師。東京都出身。

## 経歴
1957年に東宝へ入社。照明部に配属され、映画『地球防衛軍』より照明助手を務めた。
1977年、映画『八甲田山』で照明監督に昇進。松田聖子の主演映画や特撮映画などを担当した。

## 映画
| 公開年             | 公開年   | 作品名                      | 制作（配給）                                    | 役職         |
| ------------------ | -------- | --------------------------- | ----------------------------------------------- | ------------ |
| 1957年（昭和32年） | 12月28日 | 地球防衛軍                  | 東宝                                            | 照明助手     |
| 1962年（昭和37年） | 9月8日   | 早乙女家の娘たち            | 東宝                                            | 照明助手     |
| 1964年（昭和39年） | 4月29日  | モスラ対ゴジラ              | 東宝                                            | 照明助手     |
| 1964年（昭和39年） | 7月11日  | 無責任遊侠伝                | 東宝                                            | 照明助手     |
| 1970年（昭和45年） | 1月15日  | クレージーの殴り込み清水港  | 東宝 渡辺プロダクション （東宝）                | 照明助手     |
| 1970年（昭和45年） | 6月13日  | 日本一のヤクザ男            | 東宝 渡辺プロダクション （東宝）                | 照明助手     |
| 1977年（昭和52年） | 6月4日   | 八甲田山                    | 橋本プロモーション 東宝映像 シナノ企画 （東宝） | 照明         |
| 1980年（昭和55年） | 4月26日  | 影武者                      | 東宝映画 黒澤プロダクション （東宝）            | 照明助手     |
| 1981年（昭和56年） | 11月7日  | 駅 STATION                  | 東宝映画 （東宝）                               | 照明助手     |
| 1984年（昭和59年） | 7月7日   | 夏服のイヴ                  | 東宝映画 サンミュージック （東宝）              | 照明         |
| 1984年（昭和59年） | 12月15日 | ゴジラ                      | 東宝映画 （東宝）                               | 照明助手     |
| 1985年（昭和60年） | 4月13日  | カリブ・愛のシンフォニー    | 東宝映画 サンミュージック （東宝）              | 照明         |
| 1986年（昭和61年） | 7月26日  | 子象物語 地上に降りた天使   | ビックウェスト 東宝映画 （東宝）                | 照明         |
| 1986年（昭和61年） | 12月13日 | 恋する女たち                | 東宝映画 （東宝）                               | 照明         |
| 1989年             | 4月15日  | YAWARA!                     | 東宝映画 MYCAL （東宝）                         | 照明         |
| 1992年（平成4年）  | 4月18日  | 奇跡の山 さよなら、名犬平治 | TBS NTTアド 東宝映画 （東宝）                   | 照明         |
| 1992年（平成4年）  | 12月12日 | ゴジラvsモスラ              | 東宝映画 （東宝）                               | 照明助手     |
| 1994年（平成6年）  | 2月5日   | ラストソング                | フジテレビ 東宝映画 （東宝）                    | 照明         |
| 1994年（平成6年）  | 7月9日   | ヤマトタケル                | 東宝映画 （東宝）                               | 照明（特撮） |
| 1995年（平成7年）  | 5月27日  | ひめゆりの塔                | 東宝映画 （東宝）                               | 照明         |
| 1996年（平成8年）  | 12月14日 | モスラ                      | 東宝映画 （東宝）                               | 照明         |
| 1997年（平成9年）  | 12月13日 | モスラ2 海底の大決戦        | 東宝映画 （東宝）                               | 照明         |

## 受賞歴
| 受賞年            | 受賞名 | 受賞名           | 受賞名     |
| ----------------- | ------ | ---------------- | ---------- |
| 1995年（平成7年） | 第48回 | 日本映画技術賞   | 照明賞     |
| 1996年（平成8年） | 第19回 | 日本アカデミー賞 | 優秀照明賞 |